# Taimuraz Tigijev
Taimuraz Vasnojevič Tigijev (Alma-Ata, Kazahstan, 15. siječnja 1982.) je kazački hrvač slobodnim stilom u kategoriji do 96 kg. Tigijev je osetijskog podrijetla.

## Karijera
Tigijev je debitirao za reprezentaciju Kazahstana 2001. na Svjetskom kupu u američkom Baltimoreu gdje je poražen u finalu. Iste godine osvojio je treće mjesto na Svjetskom juniorskom prvenstvu u Taškentu. Na Svjetskom kupu održanom u New Yorku 2003. Taimuraz Tigijev bio je 14.
Prvu veću medalju, Tigijev osvaja 2006. na Azijskim igrama u katarskoj Dohi gdje je osvojio broncu. Kvalificiravši se na Olimpijske igre 2008. u Pekingu, na Olimpijadi je osvojio srebro u kategoriji do 96 kg.

### OI 2000. Sydney
| Peking 2008.       | Peking 2008. | Peking 2008.            | Peking 2008. |
| Protivnik          | Zemlja       | Uspjeh                  | Natjecanje   |
| ------------------ | ------------ | ----------------------- | ------------ |
| Luis Vivenez       | Venezuela    | 6:0, 3:0 (pobjeda)      | 1. krug      |
| Michel Batista     | Kuba         | 2:0, 1:0 (pobjeda)      | četvrtfinale |
| Georgi Gogshelidze | Gruzija      | 1:1, 0:1, 2:0 (pobjeda) | polufinale   |
| Širvani Muradov    | Rusija       | 0:1, 0:1 (poraz)        | finale       |

## Vanjske poveznice
- Sports-reference.com  Arhivirana inačica izvorne stranice od 14. prosinca 2012. (Wayback Machine)
- Profil hrvača na FILA-i